# Pontisse
Pontisse is een voormalig dorp in de provincie Luik en tegenwoordig onderdeel van de stad Herstal.
Gelegen ten noorden van Herstal en doorsneden door de autoweg A3 maakr het dorp onderdeel uit van de Luikse agglomeratie.

## Bezienswaardigheden
- Fort Pontisse, ten noorden van de autoweg.
- De Onze-Lieve-Vrouw van Bijstandkerk

## Nabijgelegen kernen
Herstal, Vivegnis, Hermée